# 黛安娜·巴尔
黛安娜·巴尔（英語：Dianne Barr，1972年9月13日—），英国女子游泳运动员。她曾代表英国参加1988年和1992年夏季残疾人奥林匹克运动会游泳比赛，获得三枚金牌和三枚铜牌。